# تامسرکو
تامسرکو (به لاتین: Thamserku) یک کوه در نپال است که در Khumbu, Nepal واقع شده‌است. تامسرکو ۶٬۶۰۸ متر بالاتر از سطح دریا واقع شده‌است.